# Marina Adamia
Marina Adamia (née à Tbilissi en 1957) est une compositrice géorgienne. Elle a été directrice musicale du Théâtre dramatique Akhaltsikhe et a travaillé au Théâtre Roustavéli. Également professeure de musique dans la School of Arts and Sciences de Tbilisi (Géorgie) et directrice du centre de musique de l'université d'État Ilia, elle mène aujourd'hui des recherches en musique contemporaine.

## Biographie

### Jeunesse et formation
Marina Adamia commence à suivre des cours de piano avec le compositeur géorgien Nodar Mamisashvili. Diplômée en musique, elle décide de poursuivre au Conservatoire de Moscou, où elle étudie, avec Nikolai Sidelnikov et Edison Denisov, l'Histoire de la musique, l'harmonie et la composition, disciplines qu'elle sera amenée à enseigner.

### L'Université d'Edimbourg
En 1991, Adamia déménage en Écosse, pour faire un doctorat à l'Université d'Édimbourg sous la direction de Nigel Osborne. Elle est chargée de cours à temps partiel spécialisée dans la composition, la musique du XXe siècle et la musique folklorique géorgienne à la Reid School of Music de l'Université d'Édimbourg. 
Elle reste en Grande-Bretagne jusqu'en 2006, travaillant comme compositrice indépendante. Ses compositions vont des pièces pour soliste à celles pour orchestre symphonique. Activement impliquée dans le travail créatif, elle écrit pour de multiples ensembles écossais et européens. Les œuvres variées - de la musique de chambre à l'orchestre symphonique - sont interprétées par divers ensembles de renom, tels que le BBC Scottish Symphony Orchestra, le Scottish Chamber Orchestra, l'Endymion Ensemble, l'Emperor Quartet, l'Edinburgh Quartet, le NKG Ensemble, le One Voice Ensemble... Ses commandes comprennent l'écriture de musique pour le Festival d'Édimbourg ou le Scottish Arts Council.

### Retour en Géorgie
À son retour en Géorgie, Marina créée un centre de musique à l'université d'État Ilia, où elle enseigne et travaille actuellement comme directrice depuis 2008. Véritable pionnière de la mise en œuvre de nouvelles disciplines géorgiennes de la musique électroacoustique, du jazz, de la musique pop et des études de musique ancienne des niveaux BA et PhD.
Les intérêts particuliers de Marina Adamia incluent la poésie chinoise et japonaise ancienne, les beaux-arts, le cinéma japonais et la musique pop (K-Drama et K-Pop).

### Engagement caritatif
Dans les années 1990, la compositrice joue un rôle central en amenant l'association caritative War Child en Géorgie pour mettre en œuvre un programme de formation en arts créatifs pour les travailleurs sociaux et les pédopsychologues spécialisés dans les traumatismes post-guerre. Son ambition actuelle est de mettre en œuvre un programme d'études systémiques en musique dans la communauté.

## Œuvres
- 1976 : Sonate pour violoncelle
- 1978 : Quatuor à cordes n°1
- 1980 : 4 pièces pour Quatuor à cordes
- 1982 : Quatuor à cordes n°2
- 1983 : Concerto pour violon et orchestre
- 1986 : 5 bagatelles pour violon et piano
- 1993 : Miniature pour flûte, cor anglais, clarinette, cor, marimba, harpe et violon
- 1994 : Bagatelle pour violoncelle et piano
- 1994 : Science Fiction pour saxophone alto, violoncelle et piano
- 1997 : Quatuor à cordes n°3
- 1998 : Aria pour Quatuor à cordes
- 2000 : Gravity pour trio à cordes
- 2002 : Penumbra pour clarinette, alto, violoncelle et piano
- 2004 : Requiem pour chœur mixte

## Discographie
- 2014 : 5 pieces for piano dans 12 Georgian and 12 German female composers of contemporary piano music, Artspero, Musical collection CD, Ministry of Culture and Monument Protection of Georgia, Tbilisi.